# Rugosibracon maculithorax
Rugosibracon maculithorax är en stekelart som beskrevs av Donald L.J. Quicke 1988. Rugosibracon maculithorax ingår i släktet Rugosibracon och familjen bracksteklar. Inga underarter finns listade i Catalogue of Life.